# Alexander Keith's
Alexandre Keith's è un'industria produttrice di birra canadese, fondata da Alexander Keith nel 1820, emigrato dalla Scozia nel 1817, ad Halifax in Nuova Scozia. Oggi, l'industria della birra è posseduta da Labatt, una filiale di InBev (in passato Interbrew). Produce anche la birra Öland, distribuite in Canada. Nel 2004-2005, Keith è ben noto in Canada per le sue pubblicità in TV.
La birra più popolare di Keith's, e la più distribuita, è la Birra bianca dell'India (India Pale Ale). Benché non sia una IPA autentica, questo nome leggermente esotico, la rende più attraente, particolarmente nella Nuova Scozia.
La carriera di Alexandre Keith come politico e fabbricante di birra, e l'eredità scozzese della Nuova Scozia sono usate per lanciare la birra. Nel 2002, Peter Kelly, sindaco di Halifax, ha incluso un invito da visitare Halifax in ogni cassa di birra.

## La birra Keith è veramente una IPA (India Pale Ale)?
Molti affezionati della birra fanno notare che la versione del Keith's in un IPA, la maggior parte delle qualità non corrispondono solitamente con lo stile: la percentuale dell'alcool è troppo bassa, risulta essere il 5% ABV(è un'indicazione di quanto alcool, espresso in percentuale è incluso in una bevanda alcoolica), contro i 5.5% - i 6.5% previsti, come il livello di amarezza dei luppoli, che risulta essere meno di 20 IBU (è la misura dell'amarezza di birra, che è fornita dai luppoli usati durante la fermentazione), contro il 40-100 previsti.
Bisognerebbe notare che la birra Keith's era già stata introdotta nell'IPA, molto prima che lo stile dell'IPA, abbia guadagnato la popolarità nello stile storico per la fermentazione per far rivivere la birra. La vendita di Keith's dà risalto alla fedeltà e ai principi di fermentazione, è altamente improbabile però che la ricetta corrente abbia la rassomiglianza della versione originale del XIX secolo. Il nome suggerisce che la Keith originale è forte e inglese.
La disputa per la relativa mancanza di rassomiglianza ad un IPA autentica, non toglie alla birra Alexander Keith's India Pale Ale, essere la più popolare della Nuova Scozia e la numero uno nei mercati del Canada.